# Saralystkirken
Saralystkirken er en dansk frikirke som ligger i Højbjerg i Aarhus. Kirken er dannet efter en sammenslutning af de tidligere frikirker Saronkirken og Højbjerg Frikirke i 2006.
Kirken er tilknyttet Det Danske Missionsforbund.
Kirken ligger umiddelbart overfor Lyseng Kirke.